# دولتشي أند غابانا
دولتشي آند غابانا هو بيت أزياء راقي إيطالي، يُنتج الملابس والأحذية والحقائب والساعات. أسسه الإيطاليان دومينيك دولتشي (ولد في سيسيلي بالقرب من باليرمو)، وستيفانو غابانا (المولود في ميلانو) والمعروفان بتصميماتهما للمشاهير في العالم كـمادونا ومونيك بيلوتشي وآيومي هاماساكي وإيزابيلا روزيلليني وكايلي مينوغ وليونيل ميسي. عادةً ما يغلب اللون الأسود على تصاميمهما. عام 2005، حققت الشركة أرباحاً بمقدار 750 مليون يورو.
تأسست الشركة في مدينة ميلانو الإيطالية في العام 1985 وبدأ الاثنان التصميم معاً واكتساب الشهرة مع بداية عام 2005 عندما بدأت الشركة بأخذ الطابع التجاري على نطاق أوسع

## العلامات التجارية
لدولتشي وغابانا علامتان رئيسيتان، لكلٍ منهما بعض الفروقات المميزة:
- دولتشي&غابانا

دولتشي&غابانا (تُكتب دون أي مسافات بين الكلمات، على خلاف اسم الشركة) تتخصص بالمنتجات المترفة. التصاميم مستوحاة أكثر من المصممين، ويغلب عليها الطابع الرسمي والمتناسب مع جميع الأزمان. وتتبع الموضة طويلة الأمد وليس الصيحات الموسمية. كما تتوفر لديها النظارات الشمسية، والنظارات الطبية، والحقائب، والساعات. في فبراير 2010، تم الإعلان أن المغنية الأمريكية مادونا ستقوم بتصميم مجموعة من النظارات الشمسية والتي ستنزل الأسواق في مايو من نفس العام. ولديهم كذلك مجموعة عطور لكلا الجنسين.
- دي&جي

علامة دي&جي أكثر عَرَضيّة وتستوحي تصاميمها من الإلهام المدينيْ، وتقوم بتحديد الموضة وليس إتّباعها. إنها العلامة الأكثر شبابية وعنفوانية. كما في دولتشي&غابانا، تنتج دي&جي الساعات والملابس. في 2005 و2006، قامت محلات دي&جي وبائعي موتورولا الرئيسيين بتوزيع 1000 هاتف محمول دي&جي موتورولا ريزر في 3 آي ذهبيْ بعدد محدود. في يوليو 2009، وقّعت دي&جي عقداً مُجدياً مع المغنية أليكسندرا بوركي والتي ستقوم من خلاله بعرض أزيائهم في عروضها الغنائية.

## روابط خارجية
- الموقع الرسمي
- دولتشي أند غابانا – العلامة التجارية وبيانات الشركة في دليل عرض الأزياء
- دولتشي آند غابانا على فاشون نت نسخة محفوظة 7 أبريل 2019 على موقع واي باك مشين.